# Barve v religiozni simboliki
Barve v religiozni simboliki so ena od oblik glavnih sredstev izražanja in posploševanja religioznega doživetja. V sakralni umetnosti, liturgiji, obrednih oblačilih, obrednih predmetih je to glavno sredstvo simbolike. Simbolika barv obstaja v vseh religijah sveta. Sedem barv mavrice se povezuje v skladnost s sedmimi glasbenimi toni, sedmimi nebesi, sedmimi planeti, sedmimi dnevi v tednu. Barve simbolizirajo naravne elemente, prostor in čas. Glavno moč imajo barve zlasti v animističnih in politeističnih religijah. Krščanstvo je sprejelo natančno simboliko barve v liturgiji in cerkvenem slikarstvu. Muslimanski svet ima simboliko barv zelo raznoliko in ji dodaja tudi magijsko vrednost. Zelena barva se tu veže na božjega poslanca, posebno Mohameda, kot so zunanje platnice korana, zavese v džamijah in drugi džamijski predmeti. Bele barve so turbani verskih služabnikov, črne barve je obleka asketov, rdeče barve je šiitski turban. V obredih večine religij imajo ustaljene barve konvecionalno vrednost in redko ima simbolični pomen samo za posploševanje.

## Bela barva v krščanski simboliki
Belo barvo v krščanstvu uporabljajo v liturgičnem letu največ v času štirih cerkvenih praznikov, ki so:
- Veliki četrtek - spomin na Jezusovo zadnjo večerjo,
- Veliki petek - spomin na Jezusov križev pot, njegovo trpljenje in smrt,
- Velika sobota - dan tišine, molitve in poti do božjega groba,
- Velika noč - dan vstajenja od mrtvih.

Belo barvo v teh dneh uporabljajo pri oblačilih, belih svečah, pregrinjalih, itd.

## Rdeča barva
Kri je glavna telesna tekočina, ki omogoča življenje, zato jo marsikje pojmujejo kot sedež duše, kar je vzrok, da so krvna žrtvovanja med obredi vseh zgodnjih religij. Tesna prepletenost krvi in rdeče barve je bila zakoreninjena tudi v mitičnem življenju – že v antiki so verjeli v ugodne učinke rdečih koralnih amuletov, ki naj bi ščitili proti demonom. 

## Modra barva
V Egiptu je modra barva značilna za bogove, tudi v krščanski umetnosti so modro barvali Marijine plašče. Kot modri kvaliteti doživljamo vodo in zrak, poleg oddaljenosti pa simbolizira modrina še velikost, zato ni čudno, da pripisujejo nebesno modri barvi v različnih kulturah atribute božanskosti. Po tradicionalnem prepričanju živijo namreč bogovi na nebu. 

## Rumena barva
Ena pomembnih značilnosti rumene je komunikativnost; to je barva Merkurja, antičnega božjega prenašalca sporočil – zato je rumena barva poštnih vozil. Drugače pa simbolizira sonce in svetlobo.

## Zelena barva
V islamski tradiciji je najljubša Mohamedova barva. Alahov prerok je namreč nosil zelen plašč in zelen turban, zato je tudi najdragocenejša islamska relikvija, sveta zastava, zelena. Simbolizira paradiž, ki ga je Mohamed obljubljal muslimanom. V evropski tradiciji pa je v srednjeveški poeziji simbolizirala prebujajočo se ljubezen. Pri Rimljanih je bila to barva Venere – boginje ljubezni in zelenja. 

## Vijoličasta barva
V krščanski tradiciji ima ta barva dva pomena. Je škofovska barva, vendar je tudi barva posta in pokore. Simbolizira vero, pobožnost in zmernost, a skupaj z zlato in roza napuh in nečimrnost. Ni pa le barva duhovnosti, temveč tudi magije, posebno v kombinaciji s črno. 

## Oranžna barva
Ta barva asociira na kitajsko kulturo. Ker so bili tudi oranžno oblečeni kitajski ministri mandarini, so Portugalci poimenovali sadež z istim imenom. Simbolizira spreminjanje oz. prehajanje in je barva kitajske filozofije. Oranžna je v budizmu barva razsvetljenja – najvišje stopnje človeške popolnosti, zato je v budistični simboliki močno zastopana. Budistični menihi nosijo oranžna oblačila, oranžen pa je tudi eden najpomembnejših budističnih simbolov, simbol razsvetljenja – zlata ribica. 

## Rjava barva
Rjava oblačila so nosili meniški redovi, ki so se zaobljubili k najvišji revščini (rjavi menihi). 